# Hayastani Ankaxowt'yan Gavat' 2018-2019
La Hayastani Ankaxowt'yan Gavat' 2018-2019 (in italiano Coppa dell'Indipendenza) è stata la 28ª edizione della coppa nazionale armena. Il torneo, iniziato il 19 settembre 2018 e terminato l'8 maggio 2019, è stato vinto dall'Alaškert.
Il torneo si disputa con la formula ad eliminazione diretta con partite di andata e ritorno. Partecipano alla competizione le nove squadre della Bardsragujn chumb 2018-2019 e tre squadre della Aradżin Chumb.

## Primo turno
| Squadra 1                          | Totale | Squadra 2      | Andata | Ritorno |
| ---------------------------------- | ------ | -------------- | ------ | ------- |
| 19 settembre 2018 / 3 ottobre 2018 |        |                |        |         |
| Lokomotiv Erevan                   | 2 – 4  | Ararat         | 1 – 1  | 1 – 3   |
| 20 settembre 2018 / 3 ottobre 2018 |        |                |        |         |
| Erevan                             | 1 – 9  | Ararat-Armenia | 1 – 4  | 0 – 5   |
| 20 settembre 2018 / 4 ottobre 2018 |        |                |        |         |
| Junior Sevan                       | 4 – 5  | Lori           | 2 – 3  | 2 – 2   |
| Artsakh                            | 3 – 1  | Širak          | 0 – 0  | 3 – 1   |

## Quarti di finale
| Squadra 1                         | Totale | Squadra 2 | Andata | Ritorno |
| --------------------------------- | ------ | --------- | ------ | ------- |
| 24 ottobre 2018 / 7 novembre 2018 |        |           |        |         |
| Artsakh                           | 1 – 3  | Alaškert  | 1 – 2  | 0 – 1   |
| Ararat-Armenia                    | 2 – 1  | Ganjasar  | 1 – 1  | 1 – 0   |
| 24 ottobre 2018 / 8 novembre 2018 |        |           |        |         |
| Banants                           | 4 – 1  | Ararat    | 3 – 1  | 1 – 0   |
| 25 ottobre 2018 / 8 novembre 2018 |        |           |        |         |
| P'yownik                          | 1 – 3  | Lori      | 0 – 2  | 1 – 1   |

## Semifinali
| Squadra 1                      | Totale      | Squadra 2 | Andata | Ritorno |
| ------------------------------ | ----------- | --------- | ------ | ------- |
| 3 aprile 2019 / 22 aprile 2019 |             |           |        |         |
| Ararat-Armenia                 | 2 – 2 (gfc) | Alaškert  | 2 – 2  | 0 – 0   |
| Banants                        | 0 – 3       | Lori      | 0 – 0  | 0 – 3   |

## Finale
| Arbitro: | Undiano Mallenco |

|                   |           |  |
| Friday 65’ (aut.) | Marcatori |  |